# Erin Brockovich (filme)
Erin Brockovich (prt: Erin Brockovich; bra: Erin Brockovich - Uma Mulher de Talento) é um filme estadunidense de 2000, um drama biográfico dirigido por Steven Soderbergh, com roteiro de Susannah Grant baseado na história real de Erin Brockovich.
Por sua interpretação como Erin Brockovich, Julia conquistou o Oscar, Globo de Ouro, Screen Actors Guild e ao BAFTA de melhor atriz em cinema. A produção e a direção também foram indicadas à estatueta.
Erin Brockovich vendeu os direitos de sua história por 100 mil dólares.

## Enredo
Erin Brockovich é mãe solteira de três filhos e, após um acidente, começa a trabalhar num escritório de advocacia. Depois de descobrir vários casos arquivados envolvendo contaminação de água, Erin passa a mobilizar pessoas para obter 333 milhões de dólares de indenização da Pacific Gas and Electric Company (PG&E).

## Elenco
- Julia Roberts — Erin Brockovich
- Albert Finney — Edward L. Masry
- Aaron Eckhart — George
- Marg Helgenberger — Donna Jensen
- Tracey Walter — Charles Embry
- Peter Coyote — Kurt Potter
- Cherry Jones — Pamela Duncan
- Conchata Ferrell — Brendal
- Erin Brockovich — Julia R., garçonete
- Edward L. Masry — Diner Patron
- Veanne Cox — Theresa Dallavale
- Gina Gallego — Sr.ª Sanchez
- T.J. Thyne — David Foil
- Valente Rodriguez — Donald
- Dawn Didawick — Rosalind
- David Brisbin — Dr. Jaffe
- Scotty Leavenworth — Matthew Brown (Brockovich)
- Gemmenne de la Peña — Katie Brown (Brockovich)
- Julie Marks — Beth Brockovich (com 8 meses)
- Emily Marks — Beth Brockovich (com 8 meses)
- Ashley Pimental — Beth Brockovich (com 18 meses)
- Brittany Pimental — Beth Brockovich (com 18 meses)

## Reação

### Bilheteria
Erin Brockovich foi lançado em 17 de março de 2000, em 2 848 cinemas e arrecadou 28,1 milhões na semana de estreia. No total, 126,6 milhões na América do Norte e 130,7 milhões no resto do mundo, para um total mundial de 257,3 milhões.

### Prêmios e homenagens
Erin Brockovich recebeu inúmeros prêmios. O National Board of Review, o Los Angeles Film Critics Association e Broadcast Film Critics Association votaram em Julia Roberts como melhor atriz do ano. A National Society of Film Critics votaram para Steven Soderbegh como melhor diretor por seu trabalho em Traffic e Erin Brockovich.
Erin Brockovich recebeu quatro indicações ao Globo de Ouro, incluindo Melhor Filme Dramático, Melhor Atriz em Filme Dramático (Roberts), Melhor Diretor (Soderbergh) e Melhor Ator Coadjuvante (Albert Finney). Ele ganhou apenas um prêmio de Melhor Atriz em Filme Dramático. o filme recebeu cinco indicações ao Oscar, incluindo Melhor Filme, Melhor Diretor (Soderbergh), Melhor Atriz (Roberts), Melhor Ator Coadjuvante (Finney) e Melhor Roteiro Original (Susannah Grant). Roberts ganhou Melhor Atriz, o único Oscar que o filme recebeu. No entanto, Soderbergh perdeu para si mesmo por seu trabalho no filme Traffic.
American Film Institute reconheceu:
- AFI's 100 Years…100 Movie Quotes:
  - "Eles são chamados de boobs, Ed." - Nomeação[11]
- AFI's 100 Years…100 Heroes and Villains:
  - Erin Brockovich - #31
- AFI's 100 Years…100 Cheers:
  - #73

## Precisão
Enquanto os fatos gerais da história são precisos, há algumas pequenas discrepâncias entre os eventos reais e do filme, bem como uma série de questões controversas e disputadas mais fundamentais para o caso. No filme, Erin Brockovich parece usar deliberadamente seu decote para seduzir o atendente conselho de água para permitir que ela possa acessar os documentos. Brockovich reconheceu que seu decote pode ter tido uma influência, mas nega conscientemente tentando influenciar as pessoas desta forma. No filme, Ed Masry representa Erin Brockovich no caso do acidente de carro. Na realidade, era seu sócio, Jim Vititoe. Brockovich nunca tinha sido Miss Wichita; Ela tinha sido Miss Pacific Coast. De acordo com Brockovich, esse detalhe foi deliberadamente alterado por Soderbergh quanto ele pensou que era "bonito" para que ela seja rainha da beleza da região de onde ela veio.
De acordo com o The New York Times, os cientistas questionaram a veracidade do filme, o que sugere que a sua profissão teria mais racional e cientificamente avaliadas as provas médicas que inspiraram Brockovich. Um cientista que falou com o jornal exortou o público a se perguntar se a ciência apoia as afirmações do filme.